# Paul Marie Cesar Gerald Pau
Paul Marie Cesar Gérald Pau (Montélimar, 29 novembre 1848 – Parigi, 2 gennaio 1932) è stato un generale francese, veterano della guerra franco-prussiana del 1870-71, fu comandante dell'Armata d'Alsazia durante la prima guerra mondiale.

## Biografia
Nacque a Montélimar il 29 novembre 1848, figlio di Vital Esprit Césaires, capitano del 68º Reggimento di fanteria dell'esercito francese, e di Louise Pétronille Eyma Alléaume.  Effettuò i primi studi presso il Prytanée national militaire, passando quindi alla Corniche del Liceo "Henry Poincaré" di Nancy.

### La prima parte della carriera militare
Uscì dalla 'Promozione Mentana dell'École spéciale militaire de Saint-Cyr, nel 1869 con il grado di sottotenente, assegnato all'arma di fanteria. Partecipò alla guerra franco-prussiana del 1870-1871. Il 6 agosto rimase gravemente ferito a Wœrth, durante la battaglia di Frœschwiller dove perse la mano destra, e malgrado la mutilazione subita, continuò a partecipare alla guerra. Nel febbraio 1871 con 120 fanti attraverso in sette notti l'intera armata di Edwin von Manteuffel, raggiungendo la Savoia. A meno di ventidue anni, dopo aver riportato tre ferite, venne promosso capitano per meriti di guerra prestando servizio fino all'armistizio con la Germania. Il 24 giugno 1870 divenne Cavaliere dell'Ordine della Legion d'Onore.
Il 7 agosto 1884 si sposò con la signorina Marie Henriette de Guntz, ispettrice degli ospedali militari, da cui ebbe due figli: Roland et Marie-Edmée.
Nel 1897 fu promosso generale di brigata, nel 1903 generale di divisione e nel 1909 divenne membro del Conseil supérieur de la guerre).. Nel 1910 assistette, come osservatore, alle grandi manovre dell'esercito tedesco, incontrando il Kaiser Guglielmo II. Tra il 1906 ed il 1909 comandò il XVI Corpo d'armata di Montpelier, e poi il XX Corpo d'armata di Nancy.
Nel 1911 non accettò la nomina a Capo di stato maggiore dell'esercito, in parte a causa della sua età, ma soprattutto perché si rifiutava di nominare i generali senza il controllo del governo.  Il 31 luglio 1913pronunciò un importante discorso al senato sulla Legge dei Tre Anni, che ebbe vasto risalto in Francia. In quell'anno si verificarono nelle caserme della Francia dei moti di ribellione contro la legge che estendeva il servizio militare obbligatorio a tre anni di durata. Egli attribuì tali moti alla propaganda antimilitarista. e ci fu una vaga repressione contro la CGT e gli anarchici.
Nel corso del 1913 fu collocato in riserva, decorato con la Gran Croce dell'Ordine della Legion d'onore il 10 luglio, e con la Médaille militaire il 6 dicembre dello stesso anno.

### La prima guerra mondiale

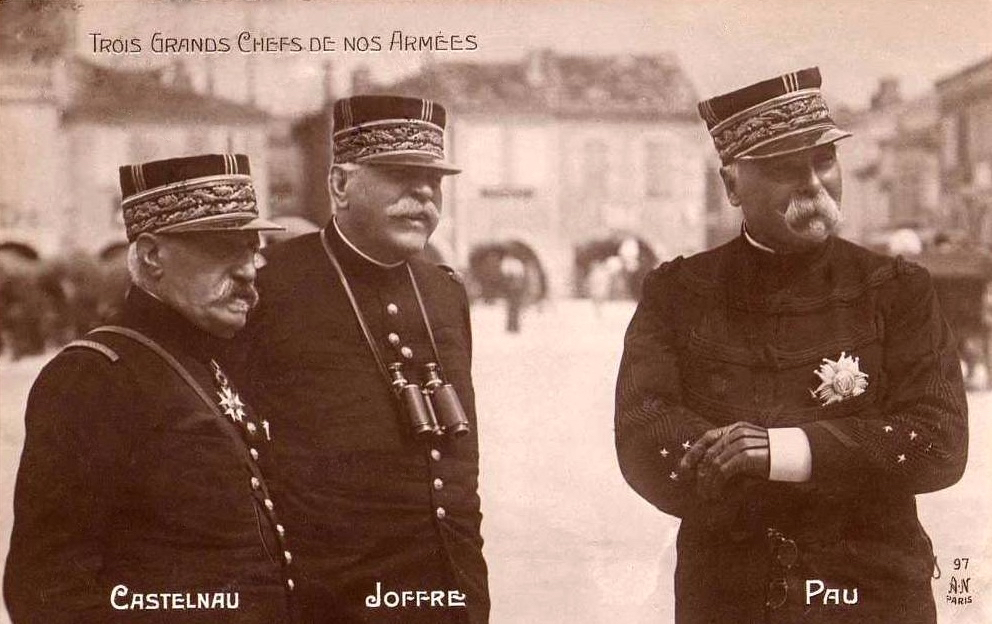
I generali Castelnau, Joffre e Pau.

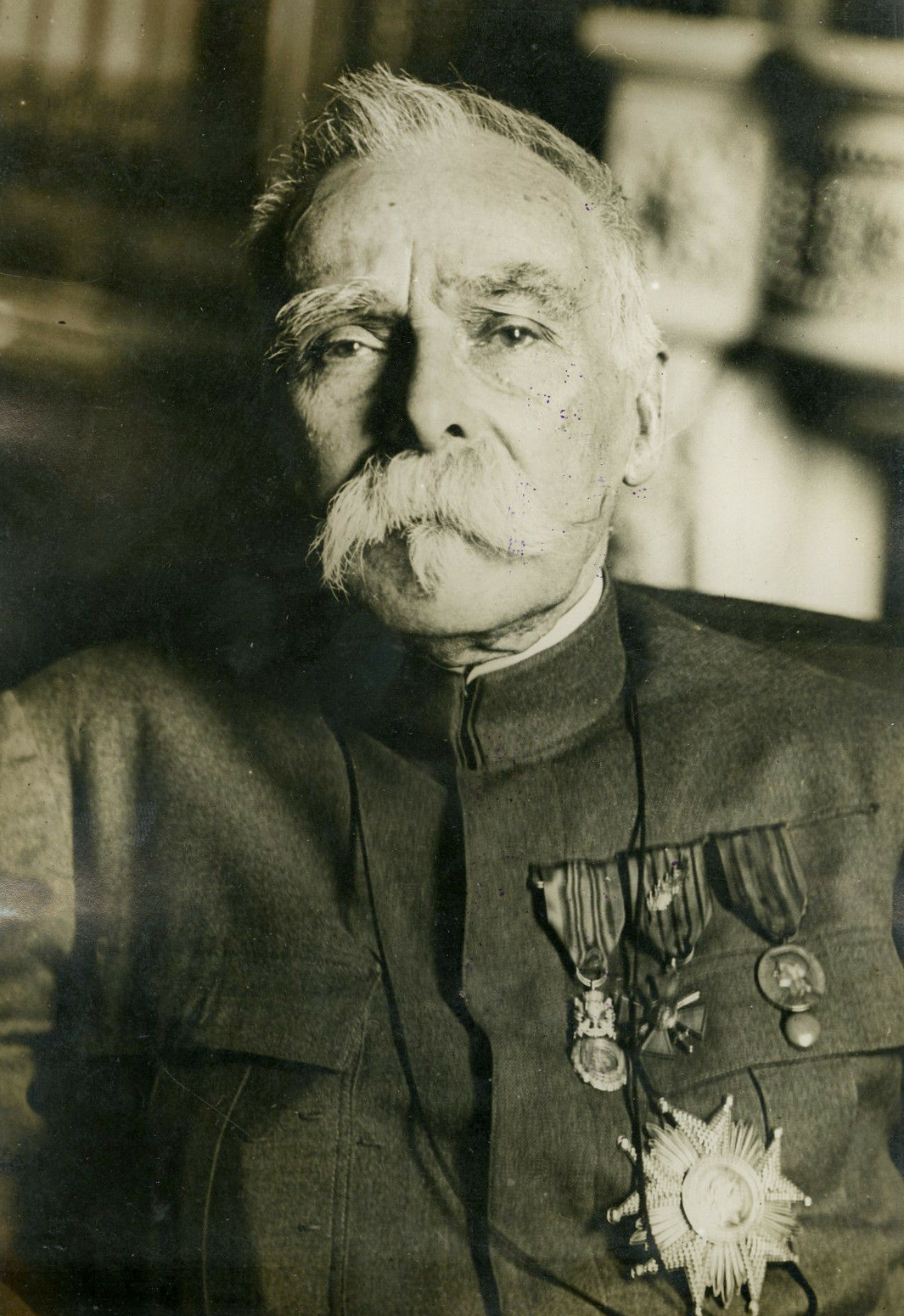
Il generale Pau in una foto del 1932.

Quando nell'agosto 1914 scoppiò la prima guerra mondiale il generale Joseph Joffre, in ossequio al Piano XVII, ordinò l'avanzata della armate francesi per recuperare i territori dell'Alsazia e della Lorena perduti durante la guerra franco-prussiana del 1870-71. All'estrema destra dello schieramento francese si trovava il VII Corpo d'armata del generale Louis Bonneau, che entrò in Alsazia da sud, con l'obiettivo di occupare Colmar e Schlestadt, distruggere i ponti sul Reno, e puntare in un secondo tempo su Strasburgo.
L'8 agosto Bonneau occupò Mulhouse, ma la controffensiva tedesca lo costrinse ad evacuare la città alle 5 di mattina del 9 agosto. Questo fatto fu preso come una intollerabile sconfitta dal generale Joffre, comandante in capo delle truppe francesi. Il 10 agosto, nel tentativo di raddrizzare la situazione in Alsazia, Joffre decise di costituire una nuova armata, designata Armée d'Alsace, e offrì il comando al generale Pau, che accettò immediatamente. L'11 agosto l'Armata cominciò a radunarsi a Belfort, forte di quattro divisioni di fanteria, una di cavalleria, una brigata di cacciatori e altri reparti per un totale di 115.000 uomini.
Secondo le intenzioni di Joffre l'Armée dl'Alsace doveva operare tra il confine con la Svizzera e quello con la zona di operazioni della 1ª Armata del generale Dubail.
Il 16 agosto egli passò decisamente all'offensiva su tutto il fronte dell'Alsazia, rioccupando Mulhouse (19 agosto), e arrivando fino a Colmar (21 agosto) e a Heinsbrunn. Malgrado i successi iniziali dovette ritirarsi dall'Alsazia a causa delle sconfitte subite dalle armate francesi a Morhange e a Sarrebourg, in Lorena. Quando Joffre comprese che le possibilità di una rapida vittoria in Alsazia erano ormai compromesse, e che la minaccia di una altrettanto rapida sconfitta francese più a nord era ben evidente, il 28 agosto sciolse l'Armée d'Alsace. Parte delle truppe andarono alla 1ª Armata, mentre il grosso fu inviate a nord per costituire il fulcro della nuova 6ª Armata (VIe Armée) che doveva partecipare alla prima battaglia della Marna.
Meno di due mesi dopo essere stato richiamato in servizio venne nuovamente messo a riposo, ma non ci rimase per molto. Il 2 ottobre fu inviato come rappresentante personale di Joffre presso l'Alto comando dell'esercito belga, raggiungendo re Alberto I del Belgio a Ostenda il 10 del mese. Egli cercò, seguendo le direttive del Grand Quartier Général (GQG), di convincere il re a trasferire l'esercito belga in territorio francese, abbandonandone nel contempo il comando. L'armata belga doveva schierarsi tra Calais e Saint-Omer, con Quartier generale a Boulogne, ed operare secondo le direttive del comando francese. Alberto I oppose un netto rifiuto all'idea, rifiutando anche la richiesta di un immediato attacco sulla linea Poperinge-Ypres-Poelcapelle da sferrare entro le successive quarant'otto ore, secondo la direttiva dell'attaque à outrance.
Nel 1915 come membro di una missione militare, tra febbraio e aprile visitò Serbia, Grecia, Russia,  dove funse da generale di collegamento con l'Alto Comando russo (STAVKA), Dopo l'entrata in guerra del Regno d'Italia, il 24 maggio, si recò in visita presso il Comando supremo italiano. Nel 1916, in vista dell'entrata in guerra della Romania a fianco delle potenze dell'Intesa, collaborò alla stesura del trattato di cooperazione militare russo-rumeno in Bessarabia. Nel 1917 ricoprì l'incarico di comandante delle forze francesi nell'Alta Alsazia.

### L'ultima parte della carriera
La guerra non era ancora terminata quando fu posto a capo di una missione economica che visitò Australia, Nuova Zelanda e Canada. Tale missione durò un anno, dal 13 luglio 1918 al 1º agosto 1919. Al suo ritorno in patria il Ministro della Guerra lo citò all'ordine del giorno dell'esercito francese per avere: ayant rendu à la cause commune les plus éminents services (10 novembre 1920).
Il 4 marzo 1919, fu invitato a presenziare all'assemblea legislativa del Québec. Ignorando la regola che vietava ai non parlamentari di rivolgersi all'assemblea quando era riunita in regolare seduta, si alzò e pronunciò un discorso. Nessuno osò interromperlo, ed a oggi è una delle rare persone esterne all'assemblea le cui intenzioni siano state pubblicate nei resoconti della seduta. Dopo la guerra fu presidente della Croce Rossa francese. Morì a Parigi il 2 gennaio 1932, venendo seppellito presso l'Hôtel des Invalides..

## Pubblicazioni
- Les relations économiques de la France et de la Nouvelle Zélande : mission française (janvier 1919), Paris, Lahure, 1919.

### Annotazioni
1. ↑  Capitano dell'esercito francese nel 1849 prese parte all'assedio di Roma. Contratta una grave malattia in servizio che gli paralizzò entrambe le gambe, abbandonò la vita militare nel 1850, ritirandosi a Nancy dove si spense nel 1856.
2. ↑  Nel sistema scolastico francese si tratta di classi preparatorie per l'ammissione all'Accademia Militare di Saint-Cyr.
3. ↑  Dal 26 giugno 1906 al 24 marzo 1907.
4. ↑  Dal 24 marzo 1907 al 30 ottobre 1909.
5. ↑  La nomina del nuovo Comandante fu molto combattuta, il capo del governo Joseph Caillaux preferiva Gallieni, mentre il ministro della guerra Adolphe Messimy voleva Joffre. Pau, senza appoggi politici di rilievo si ritirò dalla competizione.
6. ↑  Tale direttiva, in vigore presso l'esercito francese, era condivisa anche da altri generali, tra cui Joffre e Ferdinand Foch.
7. ↑  Mentre era in visita in Russia il 29 settembre 1916 fu nominato Cosacco onorario del villaggio di Kislovodsk dai Cosacchi del Kuban'.
8. ↑  In Nuova Zelanda in suo onore un kauri (Agathis australis) fu chiamato General Pau.

### Fonti
1. 1 2  Auclair 1922, p. 9.
2. 1 2  Auclair 1922, p. 11.
3. 1 2  Qui êtes-vous?: Annuaire des contemporains; notices biographiques, Volume 3 p.590 C. Delagrave, 1924.
4. ↑  Historique de la 52e promotion de l'École impériale spéciale militaire de Saint-Cyr (1867-1869), Jean Boy 2011
5. 1 2 3 4 5 6 7 8  Auclair 1922, p. 12.
6. ↑  Wawro 2003, p. 121.
7. ↑  État des fonds privés T.1 [collegamento interrotto] p.91, Ministère de la Défense, Service Historique de la Défense
8. ↑  Daughty 2009, p. 14.
9. ↑  "1913: Débuts de mutineries dans les casernes", dans Alternative libertaire de mai 2013
10. 1 2 3  Keegan, John. The First World War. Random House of Canada Limited, Toronto, 1998. ISBN 0-676-97224-1
11. 1 2 3 4 5 6 7 8  Spencer, Roberts 2005, p. 1413.
12. ↑  Auclair 1922, p. 35.
13. ↑  Martin, Gilbert, Atlas of the First World War, Routledge, London, 2003. ISBN 0-415-28507-0
14. ↑  Van Pul 2007, p. 18.
15. ↑  Van Pul 2007, p. 20.
16. 1 2 3  Beckett 2012, p. 13.
17. ↑  Le correspondant de guerre et le général | Sources de la Grande Guerre
18. ↑  Auclair 1922, p. 15.
19. 1 2  Auclair 1922, p. 17.
20. ↑  Spencer, Matysek Wood, Murphy 1996, p. 549.
21. ↑  Guide des tombes d'hommes célèbres p.167, Bertrand Beyern 2011